# Атока (Нью-Мексико)
Атока (англ. Atoka) — переписна місцевість (CDP) в США, в окрузі Едді штату Нью-Мексико. Населення — 1153 особи (2020).

## Географія
Атока розташована за координатами 32°46′41″ пн. ш. 104°23′37″ зх. д. / 32.77806° пн. ш. 104.39361° зх. д. (32.777976, -104.393675).  За даними Бюро перепису населення США в 2010 році переписна місцевість мала площу 17,59 км², з яких 17,51 км² — суходіл та 0,08 км² — водойми.

## Демографія
Згідно з переписом 2010 року, у переписній місцевості мешкало 1077 осіб у 384 домогосподарствах у складі 291 родини. Густота населення становила 61 особа/км².  Було 423 помешкання (24/км²).
Расовий склад населення:
| - 75,6 % — білих - 0,9 % — чорних або афроамериканців - 0,7 % — корінних американців - 0,2 % — азіатів - 21,2 % — осіб інших рас |

До двох чи більше рас належало 1,4 %. Частка іспаномовних становила 51,9 % від усіх жителів.
За віковим діапазоном населення розподілялося таким чином: 26,6 % — особи молодші 18 років, 60,8 % — особи у віці 18—64 років, 12,6 % — особи у віці 65 років та старші. Медіана віку мешканця становила 39,3 року. На 100 осіб жіночої статі у переписній місцевості припадало 109,1 чоловіків;  на 100 жінок у віці від 18 років та старших — 116,7 чоловіків також старших 18 років.
Середній дохід на одне домашнє господарство  становив 74 002 долари США (медіана — 60 903), а середній дохід на одну сім'ю — 96 149 доларів (медіана — 88 750). За межею бідності перебувало 5,5 % осіб, у тому числі 0,0 % дітей у віці до 18 років та 17,2 % осіб у віці 65 років та старших.
Цивільне працевлаштоване населення становило 332 особи. Основні галузі зайнятості: сільське господарство, лісництво, риболовля — 24,7 %, освіта, охорона здоров'я та соціальна допомога — 22,6 %, оптова торгівля — 19,0 %.